# Leukonoë (Tochter des Poseidon)
Leukonoë (altgriechisch Λευκονόη Leukonóē) ist in der griechischen Mythologie eine Tochter des Poseidon und der Themisto. 
Sie erscheint einzig beim römischen Mythographen Hyginus, der als ihren Vater die römische Entsprechung des Poseidon Neptun angibt.